# Tatort: Schüsse auf der Autobahn
Schüsse auf der Autobahn ist ein Fernsehfilm aus der Kriminalreihe Tatort der ARD und des ORF. Der Film wurde vom Norddeutschen Rundfunk produziert und am 5. Juli 1998 in der ARD erstmals ausgestrahlt. Es handelt sich um die Tatort-Folge 389. Für die Kriminalhauptkommissare Paul Stoever, alias Manfred Krug und Peter Brockmöller, alias Charles Brauer, ist es der 34. bzw. 31. Fall, in dem sie ermitteln.

## Handlung
Die drei Berufskraftfahrer Erich Dzchydl, Heinz Stamm und Albrecht Heuer sind seit Jahren befreundet, doch diese Freundschaft ist nur noch Fassade: Dzchydl will seine Kumpane, mit denen er auch eine Lotto-Tippgemeinschaft bildet, um einen größeren Gewinn betrügen, der sich aus fünf Richtigen mit Zusatzzahl ergibt. Stamm hingegen betrügt Dzchydl mit dessen Frau Erika, die ihrem Geliebten vom Lottogewinn berichtet. Auf diese Weise erfahren Dzchydls Freunde vom Gewinn und der Absicht, sie übers Ohr zu hauen.
Auf der A 1 bei Harburg wird Stamm in seinem LKW aus nächster Nähe erschossen. Er war der einzige verbliebene Fahrer der Spedition Fred Korn, bei der früher alle drei tätig waren. Während die Kommissare noch ermitteln und dabei in erster Linie Dzchydl im Auge haben, wird exakt an derselben Stelle wie Stamm auch Heuer am Steuer seines Trucks erschossen – mit derselben Waffe wie zuvor und ebenfalls durch die Windschutzscheibe. Als Dritter wird auch Dzchydl selbst ermordet, allerdings am Steuer seines PKW. Bei Hausdurchsuchungen in den Wohnungen der drei Fahrer finden die Kommissare Stoever und Brockmöller Hinweise auf geheime Zahlungen der Spedition Korn an ihre Fahrer in den 1990ern: Licht ins Dunkel bringt ein vierter ehemaliger Fahrer und nunmehriger Rentner, Rolf Peters. Die vier Fahrer hatten vor Jahren Giftmüll in eine frühere Kiesgrube verbracht und lediglich Sand darauf gekippt. Dieses Gelände hat Fred Korn nunmehr verkauft, ohne den Giftmüll zu erwähnen.
Als die Polizei ihm auf die Schliche kommt, flieht Korn und wird später erschossen in seiner Jagdhütte aufgefunden. Die Beamten vermuten zunächst Suizid. Stoever bleiben hingegen noch Restzweifel, zumal eine Spur, die beim Anwalt Korns ans Tageslicht gekommen ist und die in die Niederlande führt, noch Fragen aufwirft: Wieso sind Korn und drei seiner Fahrer zweimal im Abstand von wenigen Monaten im Nachbarland gewesen? Und worum ging es bei dem Gerichtsprozess in Den Haag, der mit einem Freispruch endete?
Als die niederländischen Kollegen die Gerichtsakten faxen, wird der Fall klar: Bei einem Betriebsausflug wurde die schwangere Ex-Frau Korns, Sabine Kunkel, von Dzchydl im Beisein der beiden anderen Fahrer vergewaltigt, es kam zu einer Totgeburt. Die Fahrer hatten nicht nur ihren Chef wegen der illegalen Müllentsorgung in der Hand. Korn verachtete zudem seine Ex-Frau wegen ihrer ländlichen Herkunft und konservativen Werte. Er sagte in Den Haag gegen seine Ex-Frau aus, die sich im Anschluss in Therapie begab und schließlich eine Ausbildung bei der Hamburger Autobahnpolizei begann. Dort begann sie ihren Rachefeldzug, indem sie nacheinander die vier unmittelbar und mittelbar Beteiligten am Tod ihres Kindes zur Rechenschaft zog. Verraten hatte sich die Autobahnpolizistin durch eine kleine Unachtsamkeit, die Stoever noch rechtzeitig auffiel: Bei der Unfallaufnahme im Falle des verunglückten Dzchydl notierte sie den Namen auf Diktat Stoevers – und schrieb den komplizierten Namen dennoch korrekt, ohne einen Blick in den Pass geworfen zu haben. Der Kommissar schlussfolgerte richtig, dass sie den Täter bereits vor dem Unfall kannte.

## Produktionsnotizen
Die Erstausstrahlung erfolgte am 5. Juli 1998. Die ARD-Sendung erreichte mit 9,39 Millionen Zuschauern einen Marktanteil von 28,09 Prozent. Wie in vielen anderen Folgen treten die Schauspieler Manfred Krug und Charles Brauer auch in dieser Folge als Gesangsduo auf: Sie singen Jim, Jonny und Jonas. Das kann in Bezug auf das Fernfahrertrio Erich, Heinz und Albrecht gedeutet werden.